# Fédération internationale des ACAT
La Fédération internationale des ACAT, la FIACAT, est une organisation internationale non gouvernementale chrétienne de défense des droits humains, créée en 1987, qui lutte pour l’abolition de la torture et de la peine de mort.
La Fédération regroupe une trentaine d’associations nationales, les Actions chrétiennes pour l'abolition de la torture (ACAT), présentes sur quatre continents, qui agissent pour toutes celles et ceux qui sont torturés, détenus dans des conditions inhumaines, condamnés à mort, ou qui ont disparu quelles que soient leurs origines, opinions politiques ou croyances religieuses. 
La FIACAT est dirigée par un Bureau international composé de huit membres provenant de sept organisations membres actives dans autant de pays. 
La FIACAT est membre-fondatrice de plusieurs collectifs d'action, notamment la Coalition mondiale contre la peine de mort, le Human Rights and Democracy Network, la Plateforme des droits de l'Homme et la Coalition internationale contre les disparitions forcées.
En décembre 2021, la Généralité de Catalogne a décerné à la FIACAT le prix Cassià Just pour son action en faveur des droits humains et la nature œcuménique de son action.

## Mandat
La FIACAT est engagée dans la lutte contre la torture et pour l'abolition de la peine de mort dans le monde. 

## Représentation internationale

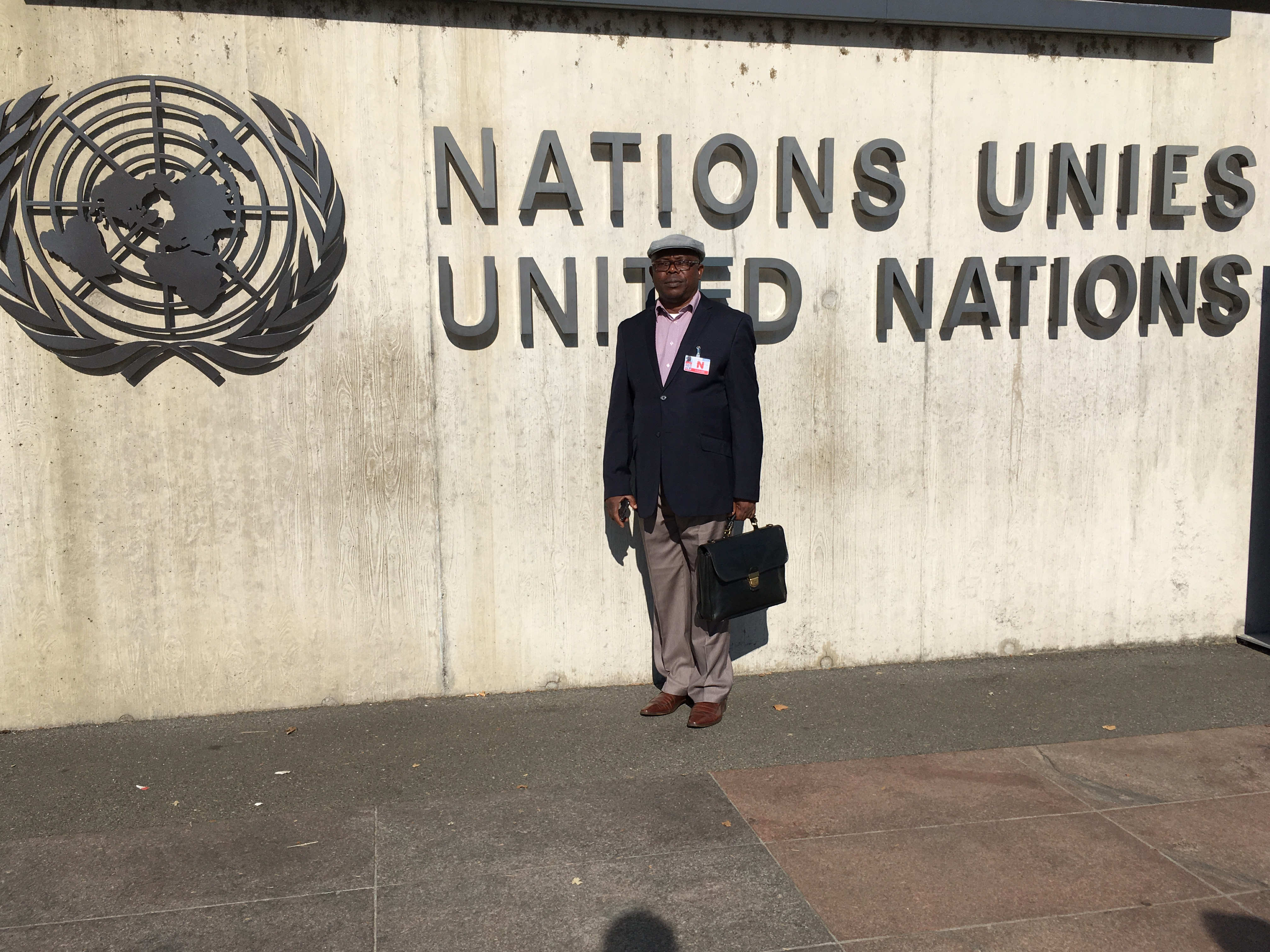
Membre de l'ACAT République centrafricaine au siège des Nations unies à Genève

La FIACAT bénéficie du statut consultatif auprès des Nations unies, du statut participatif auprès du Conseil de l’Europe ainsi que du statut d’observateur auprès de la Commission africaine des droits de l’homme et des peuples. La FIACAT est également accréditée auprès des instances de l’Organisation internationale de la Francophonie.
La FIACAT relaie les préoccupations de terrain de ses membres devant les instances internationales. Elle vise l’adoption de recommandations pertinentes et leur mise en œuvre par les gouvernements. La FIACAT concourt à l’application des Conventions internationales de défense des droits humains, à la prévention des actes de torture dans les lieux privatifs de liberté, à la lutte contre les disparitions forcées et au combat contre l’impunité. Elle participe également à la lutte contre la peine de mort en incitant les États à abolir cette disposition dans leur législation.

## Renforcement de capacités

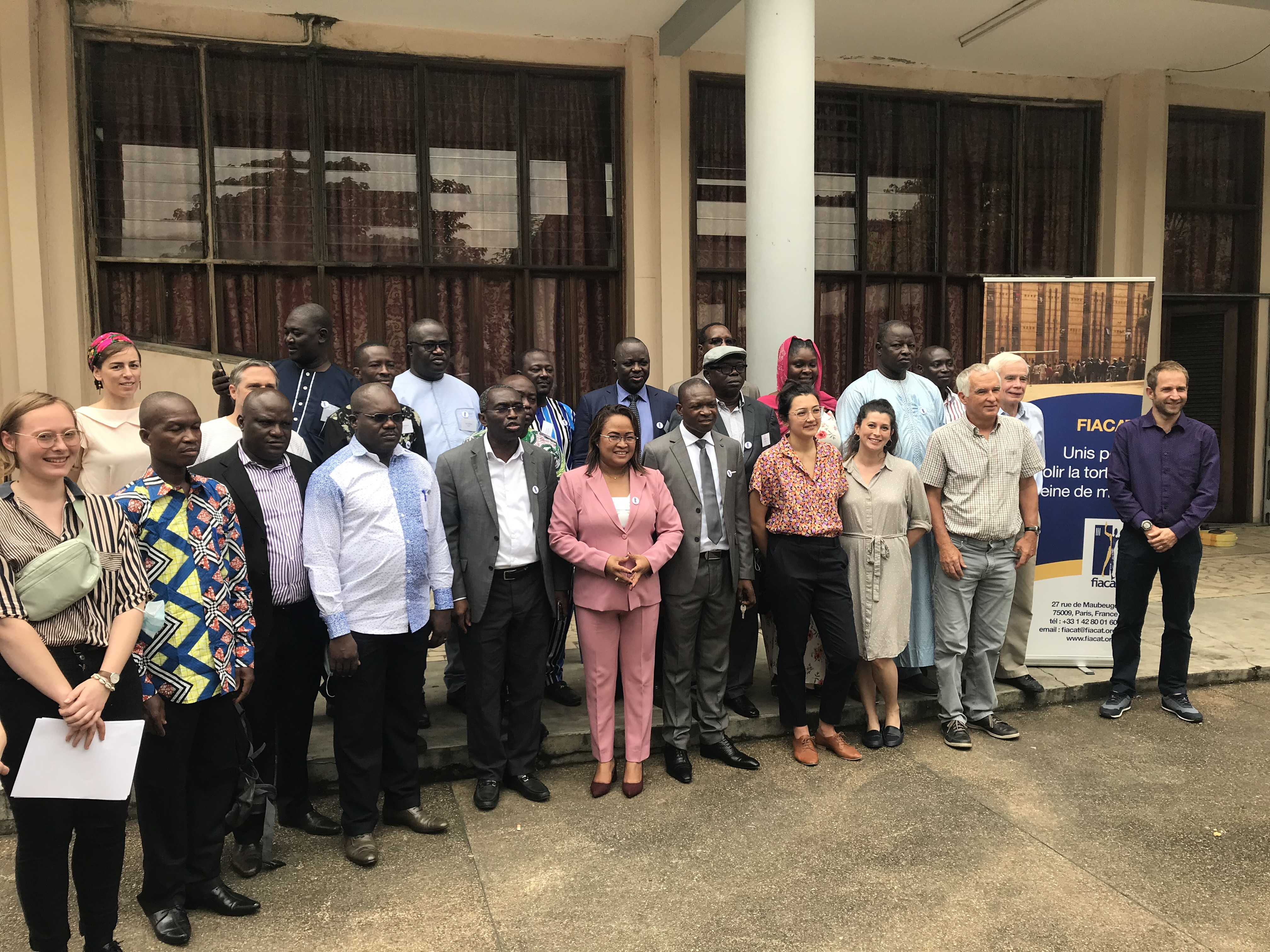
Conseil international de la FIACAT à Abidjan (Côte d'Ivoire)

La FIACAT renforce les capacités de organisations membres en les aidant à se structurer. Elle soutient le processus qui fait des ACAT des acteurs de poids de la société civile, capables de sensibiliser l’opinion publique et d’avoir un impact sur les autorités de leur pays. Elle contribue à faire vivre le réseau en favorisant les échanges, en proposant des formations régionales ou internationales et des initiatives communes d’intervention. La FIACAT soutient les actions des ACAT et leur apporte un relais sur le plan international.

## Programmes

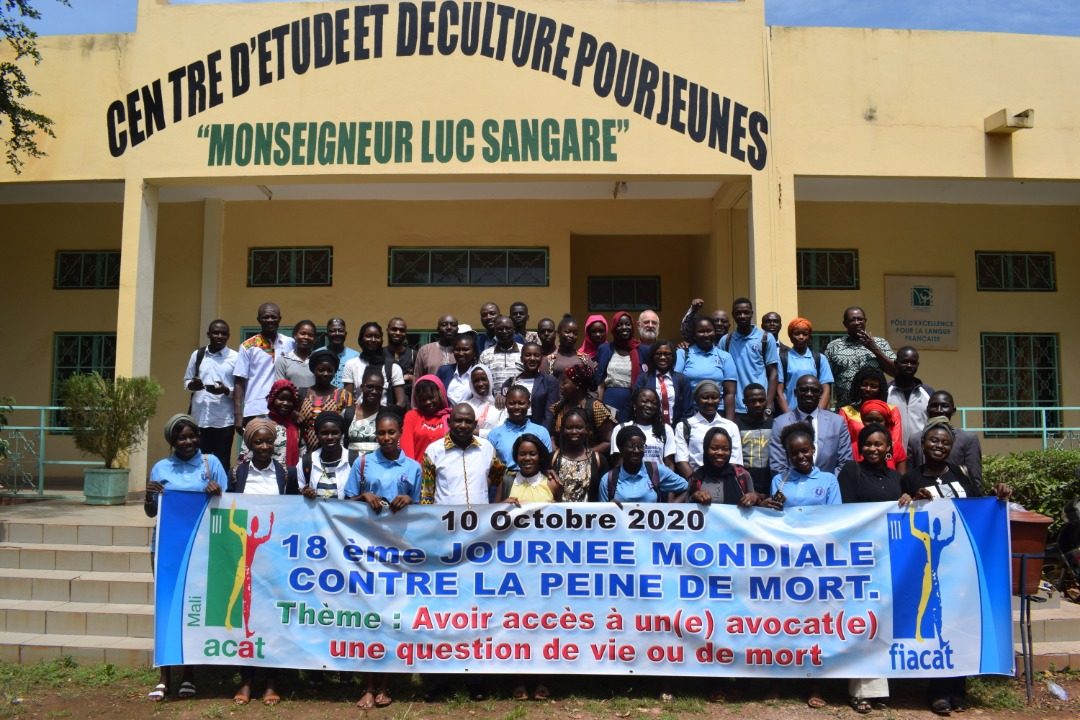
Événement de l'ACAT Mali à l'occasion de la 18ème Journée mondiale contre la peine de mort

### Abolition de la peine de mort en Afrique subsaharienne
Depuis 2012, la FIACAT mène conjointement avec les membres ACAT d'Afrique un programme visant à contribuer à l’abolition de la peine de mort sur le continent africain et accompagner la dynamique abolitionniste observable sur le continent depuis les années 1990. 
Ce projet, ciblant 23 pays d'Afrique subsaharienne, est mené conjointement avec la Coalition mondiale contre la peine de mort depuis 2015.
Aujourd’hui les pays africains sont en majorité en faveur de l’abolition. Les derniers à avoir aboli la peine de mort sont le Rwanda (2007), le Burundi et le Togo (2009), le Gabon (2010), le Bénin (2012), le Congo et Madagascar (2015), la Guinée (2016 pour les crimes de droit commun et 2017 pour les crimes militaires), le Burkina Faso (2018), le Tchad (2020) et la Sierra Leone (2021).

### Lutte contre la détention préventive abusive

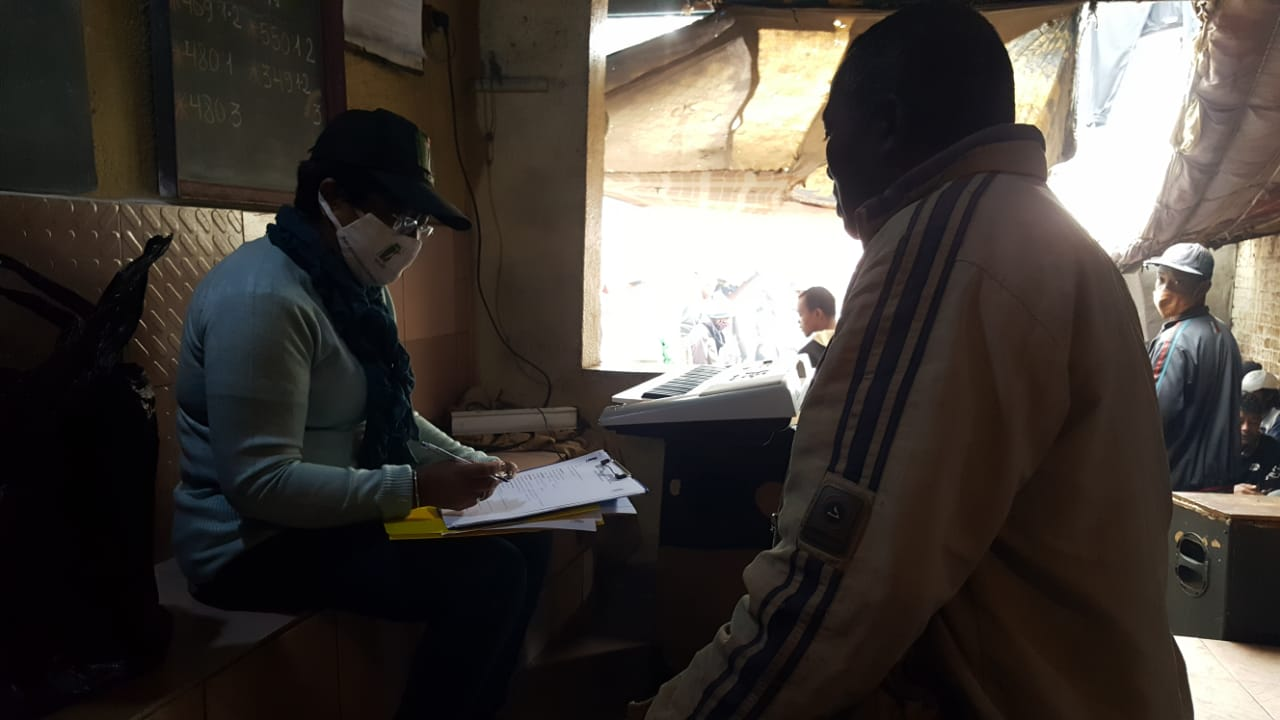
Un bénévole de l'ACAT Madagascar lors de la visite de la Maison centrale d'Antanimora (Antananarivo)

La détention préventive est l’enfermement d’une personne avant que son procès ait fait l’objet d’une décision de justice définitive. Elle constitue une atteinte à la présomption d’innocence et est considérée comme une détention préventive abusive (DPA) lorsque les règles qui l’encadrent ne sont pas respectées. 
Fortes de leur présence auprès « des oubliés » de la justice, les ACAT partenaires du projet et la FIACAT ont décidé depuis 2014 de lutter contre ce phénomène de mise en détention préventive abusive dans six pays (Bénin, Côte d’Ivoire,, République du Congo,, République démocratique du Congo, Madagascar et Tchad). Cette pratique contribue à la surpopulation carcérale, affecte les conditions de détention et a des incidences socio-économiques sur les prévenus et leurs proches.
La FIACAT et les ACAT partenaires visent à réduire la surpopulation carcérale par la formation du personnel judiciaire, pénitentiaire et de la société civile. Lors des visites des prisons les ACAT identifient les cas de DPA. Le suivi des dossiers est assuré par des avocats référents, soutien juridique des membres ACAT sur le terrain, jusqu’à la libération provisoire ou définitive des personnes en attente de jugement. Entre 2014 et 2022, ce programme a permis l'identification de 7 216 cas de DPA et l'obtention de 4 762 décisions de justice parmi ces derniers.
En lien avec le rôle de représentation internationale de la fédération, la FIACAT et les ACAT accompagnent les autorités pour mettre en œuvre les recommandations des organisations régionales et internationales et sensibilisent la population sur les droits des détenus.